# پانگووکی
پانگووکی (به لهستانی:  Paniówki) یک روستا در لهستان است که در گمینا گیراوتوویتسه واقع شده‌است. پانگووکی ۲٬۲۹۷ نفر جمعیت دارد.